# Starokadomski
Starokadomski (Russisch: остров Старокадомского; ostrov Starokadomskogo) is een Russisch eiland in de vorm van een zandloper in de Laptevzee, dat behoort tot de archipel Noordland (Severnaja Zemlja), in het noordoosten van Siberië. Het behoort bestuurlijk gezien tot de kraj Krasnojarsk en is vernoemd naar Leonid Starokadomski, de vader van componist Michail Starodomski en een van de leiders van de Hydrografische Expeditie naar de Noordelijke IJszee.

## Geografie
Het eiland bevindt zich in het westen van de Laptevzee, aan de noordkust van de Straat Vilkitski (het zuidelijkste punt is Kaap Vetsjny). Binnen Noordland bevindt ze zich aan zuidoostzijde, op ongeveer 28 kilometer ten oosten van het eiland Bolsjevik en 6 kilometer ten westen van het eiland Klein-Tajmyr, waarvan het wordt gescheiden door een 6 kilometer brede zeestraat. Starokadomski heeft een oppervlakte van 110 km², is ongeveer 18 kilometer lang en 7 kilometer breed. Het eiland bestaat uit twee grotere delen, die door een landengte met elkaar zijn verbonden. Aan westzijde van de landengte ligt de Jakovkinbocht (бухта Яковкина) en aan oostzijde de Somnenibocht (бухта Сомнений). Het noordelijke deel van het eiland is vlak, in tegenstelling tot het zuidelijke deel dat heuvelachtig is met hoogtes van 35 tot 41 meter. De kusten zijn sterk ingesneden en aan oost- en westzijde van het noordelijke deel liggen strandwallen (resp. Zasjtsjitnaja en Pregradnaja) en lage moerassige vlaktes. Op het zuidelijk deel ligt aan westzijde het meertje Zametnoje en op het noordelijk deel het meertje Odinokoje. Het onbewoonde eiland wordt in de winter omgeven door pakijs en ook in de korte zomer, die duurt van juni tot september, komen er nog veel ijsschotsen voor.
Ten noorden van het noordpunt van het eiland (Kaap Majski) bevinden zich een tiental kleine eilandjes, die bekendstaan als de Majskië-eilanden (Майские острова). Vesenni is de zuidoostelijkste hiervan. Twee langgerekte landtongen (Stjag en Krylataja) omsluiten de eilandjes aan noordoost-, noord- en oostzijde. In de Somnenibocht ligt een groot eiland en drie kleine en ook in de Jakovkinbocht bevindt zich een klein eilandje.

## Flora en fauna
Het eiland is deels bedekt met ijs. Er komt ook toendravegetatie voor als mossen en korstmossen. In de zomer kunnen Siberische walrussen (Odobenus rosmarus laptevi) worden gezien. Ook nestelen er vogels in de zomer en komen er ijsberen voor.
Sinds 1993 vormt Starokadomski onderdeel van het enorme natuurgebied zapovednik Bolsjoj Arktitsjeski.

## Geschiedenis
In 1913 voeren de ijsbrekers Tajmyr en Vajgatsj onder leiding van de Russische officier Boris Vilkitski de later naar hem vernoemde Straat Vilkitski, op zoek naar een noordelijke doorvaart (de latere Noordoostelijke Doorvaart) door de Noordelijke IJszee. Daarbij verkenden ze als eersten de oostzijde van de tot dan toe onbekende Noordland-archipel (toen nog Nikolaas II-Land genoemd). Op 8 september 1913 ontdekte Leonid Starokadomski, de dokter van deze expeditie, tijdens de verkenning (te voet) van het eiland Klein-Tajmyr, als eerste het nabijgelegen en later naar hem vernoemde eiland Starokadomski. Het eiland werd voor het eerst betreden in 1919 tijdens de expeditie van Amundsen op de Maud.
Van 1930 tot 1932 werd het eiland volledig opgemeten en gekarteerd door de geologen Georgi Oesjakov en Nikolaj Oervantsev, tijdens hun expeditie voor het in kaart brengen van de hele Noordland-archipel (37.000 km²).